# 古四王神社 (秋田県大仙市)
古四王神社（こしおうじんじゃ）は、秋田県大仙市大曲字古四王際にある神社。本殿は重要文化財に指定されている。

## 歴史
古四王神社本殿は、氏子総代の冨樫家の古文書によると、1570年（元亀元年） に領主戸沢氏が、孔雀城主である冨樫氏（冨樫左衛門太郎勝家）を奉行として建立したと伝えられる。1930年（昭和5年）に行われた文部省（現文部科学省）による解体修理の際に、軒の組物の中に「古川村 大工 甚兵衛」という墨書が発見され、現在の岐阜県飛騨市出身の大工・甚兵衛の作であることが判明した。古四王神社本殿は1905年（明治38年）、文部省古社寺保存会嘱託で工学博士の伊東忠太（東京帝国大学教授）の調査を経て、1908年（明治41年）に当時の古社寺保存法に基づく「特別保護建造物」（文化財保護法下の「重要文化財」に相当）に指定された。秋田県では初の文化財指定建造物である。

## 祭神と神社の由来
祭神は『古事記』・『日本書紀』で北陸を平定したとされる大彦命（オオビコノミコト）と他五柱（ 天照皇大神、豊受大神、建御名方命、八坂刀売命、水波女神）。コシオウという神社は、中部以北の日本海側に多く見られ、「胡四王」、「腰王」、「故将」などと書く社の例もあり、その由来については以下の説がある。
- 祭神である大彦命が高志（越）国（現在の北陸地方）の王であったからという高志王説。
- 秋田城を鎮護する四天王寺が神仏習合して鎮守となった四王堂の四王が、古四王に転訛したという四天王寺説などがある。

本社の由来は高志王説に基づく。
秋田県内では本社の他に、秋田市寺内、にかほ市象潟町、鹿角市八幡平に鎮座する。古代史研究家の新野直吉によると、『日本書紀』斉明天皇条にみえる秋田浦の神が北方遠征を行った阿倍比羅夫と接触し，北陸の神高志（越）王と結合したと推測している。また、祭神の一つである大彦命の北陸平定神話から、本社には勝負事の利益を求めて参詣する人もいる。

## 文化財
境内の主要な建物として本殿、幣殿、拝殿があり、本殿が重要文化財に指定されている。

### 建築概要
- 指定区分：重要文化財
- 名称：古四王神社本殿（こしおうじんじゃほんでん）
- 員数：1棟
- 指定年月日：1908年（明治41年）4月23日
- 建築年代：1570年（元亀元年）
- 構造形式：一間社入母屋造、妻入、向拝一間、唐破風造、こけら葺
- 規模：桁行2.545ｍ、梁行2.545m

### 本殿の特色
室町時代末期の作で、材質は杉・松・桧・栗などが適所に使用されている。和様・禅宗様（唐様）・大仏様（天竺様）などの各様式を採り入れた折衷様で、地方色も採り入れているのが特徴である。向拝の側面上にある藤唐草の彫刻や、木目を利用した一木造りの擬宝珠など、細部に様々な手法が施されている。また、通常神社は南か東を向いているものが多いが、古四王神社は北を向いている場合が多く、古四王神社崇敬については、武神との関わりから、古代の蝦夷支配との関係を指摘する声もある。当時、美術建築の権威であった伊東忠太（東京帝国大学教授）は「奇中の奇、珍中の珍」と感嘆し、後に建築史家の天沼俊一（京都帝国大学教授）も「和(日本)・唐(中国)・天(インド)を超越した天下一品の建物」と絶賛した。

## 行事
恒例の神事は9月8日（例大祭）、5月8日（戸開）と12月8日（戸閉）があり、12月31日から元旦にかけて正月行事が行われる。例大祭では神楽、獅子舞、刀舞、梵天の奉納が行われるほか、本殿の御開帳やライトアップが行われる。また、文化財防火デーに因んで1月には古四王神社文化財防火デー・古四王堂火消しもちまつりが行われる。防火訓練では、地元の消防団の他、東大曲小学校児童らも活躍し、続いて行われる火消しもちまつりでは、雪中田植え、天筆焼、もちつきが行われる。

## 年表
- 1570年（元亀元年） - 古四王神社本殿建立。
- 1873年（明治6年） - 村社となる。
- 1905年（明治38年） - 文部省（現文部科学省）古社寺保存会嘱託伊東忠太（東京帝国大学教授）工学博士調査。
- 1908年（明治41年）4月23日 - 古社寺保存法に基づき「特別保護建造物」（文化財保護法下の「重要文化財」に相当）に指定（明治41年内務省告示第43号）。12月17日　諏訪神社、水波女神社、稲荷神社を合併する。
- 1930年（昭和5年）7月 - 本殿解体修理（玉垣・幣殿新設）。
- 1935年（昭和10年） - 京都大学教授　天沼俊一博士調査。
- 1955年（昭和30年）10月 - 屋根大修理。
- 1966年（昭和41年） - 神饌幣帛料供進神社に指定。
- 1982年（昭和57年）7月 - 本殿防災施設工事。
- 1983年（昭和58年）11月 - 本殿防護柵修理。
- 1986年（昭和61年）11月 - 本殿屋根大修理。
- 2002年（平成14年） - 本殿保存修理。
- 2021年（令和3年）1月 - 強風で鳥居が倒壊（7月に再建）[6]。

## 大仙市の主要文化財・観光
- 旧池田氏庭園（国の名勝）
- 払田柵跡（国の史跡）
- 旧本郷家住宅（登録有形文化財）

## 参考資料
- 財団法人文化財建造物保存技術協会編『重要文化財　古四王神社本殿保存修理工事報告書』古四王神社　2003年
- 曲陽会・大仙市編『地域の宝　重要文化財　古四王神社　市民の勉強会から生まれたボランティアガイド・マニュアル』2007年
- 大仙市HP　国指定重要有形文化財（建造物）「古四王神社本殿」